# 戈爾孔達 (伊利諾伊州)
戈爾孔達（英語：Golconda）是一個位於美國伊利諾伊州波普縣的城市。根據2010年美國人口普查，該地人口為668人，而該地的面積約為1.31平方千米。同時該地也是波普縣的縣治。

## 地理
戈爾孔達的座標為37°21′50″N 88°29′12″W / 37.36389°N 88.48667°W，而該地的平均海拔高度為108米（即354英尺）。